# Somebody's Mother
Somebody's Mother is een Amerikaanse stomme film uit 1926 onder regie van Oscar Apfel, die ook het scenario schreef. De hoofdrollen worden vertolkt door Mary Carr, Rex Lease en Kathryn McGuire.

## Verhaal
Een rijke bankier haalt een zoontje weg bij zijn moeder omdat ze niet geschikt zou zijn om hem op te voeden. Jaren later werkt de moeder, bekend als 'Matches' Mary, als marskramer maar in werkelijkheid is ze nog steeds op zoek naar haar zoon. Die is inmiddels volwassen en getrouwd. Hij gaat naar de bankier, waarvan hij altijd gedacht heeft dat het zijn oom is, om zijn vrouw te erkennen. De bankier weigert echter omdat hij denkt dat het meisje alleen uit is op het geld van haar man. Wanneer de bankier enige tijd later vermoord wordt, valt de verdenking op de jongeman. Tijdens zijn proces treedt zijn moeder naar voren en bekent de moord, maar voordat ze in beschuldiging gesteld kan worden onthult een rechercheur dat twee inbrekers de moord hebben bekend. Uiteindelijk wordt ze herenigd met haar zoon.

## Rolverdeling
| Acteur           | Personage            |
| ---------------- | -------------------- |
| Mary Carr        | 'Matches' Mary       |
| Rex Lease        | Peter                |
| Mickey McBan     | Peter as a Young Boy |
| Kathryn McGuire  | Peter's Sweetheart   |
| Sidney Franklin  | Foster               |
| Edward Martindel | Mary's Lawyer        |